# Velké mechové jezírko
Velké mechové jezírko je rašelinné jezero, které se nachází v rašeliništi v národní přírodní rezervaci Rejvíz v okrese Jeseník v Jeseníkách. Leží 1,5 km jihozápadně od osady Rejvíz. Jezerní pánev má asymetrický profil. Jezírko má rozlohu 1692 m². Je dlouhé 68,5 m a široké 41 m. Dosahuje hloubky 2,95 m. Jeho celkový objem je 4048,6 m³. Leží v nadmořské výšce 769 m.

## Přístup
Velké mechové jezírko se nachází v západní části rezervace v rašeliništi na horním toku Vrchovištního potoka. Vede k němu naučná stezka (vstupné 30 Kč) z Rejvízu. Ta vede nejprve zároveň s modrou turistickou značkou do Dětřichova a po 2 km z ní odbočuje povalový chodník k jezírku.

## Flóra a fauna
V okolí jezírka roste ze stromů především borovice blatka. Roste zde především mech rašeliník a suchopýr. Můžeme tu také pozorovat rojovník bahenní, rosnatku okrouhlolistou a klikvu žoravinu.
Z živočichů se zde vyskytují pavouci, šídlo rašelinné, žluťásek borůvkový, skokan rašelinný, čolek horský a karpatský.

## Pověst
K jezeru se váže jedna místní pověst. Kdysi dávno tu stálo hunské město Hunohrad, jenomže jeho obyvatelé byli hříšní, a tak se celé město za trest propadlo do zdejších močálů. Při jasném slunečném počasí je prý ještě dnes možné v obou mechových jezírkách spatřit zdi a věž zdejšího kostela. Jde v podstatě o obdobu příběhu o Sodomě a Gomoře. Nedaleko odsud byl však opravdu nalezen hunský pohřební hrnec.
A ve Velkém mechovém jezírku by se měl nalézat poklad tohoto města, který hlídá tajuplná postava pastýře Gilla, ke kterému se váže ještě několik místních pověstí.

## Galerie

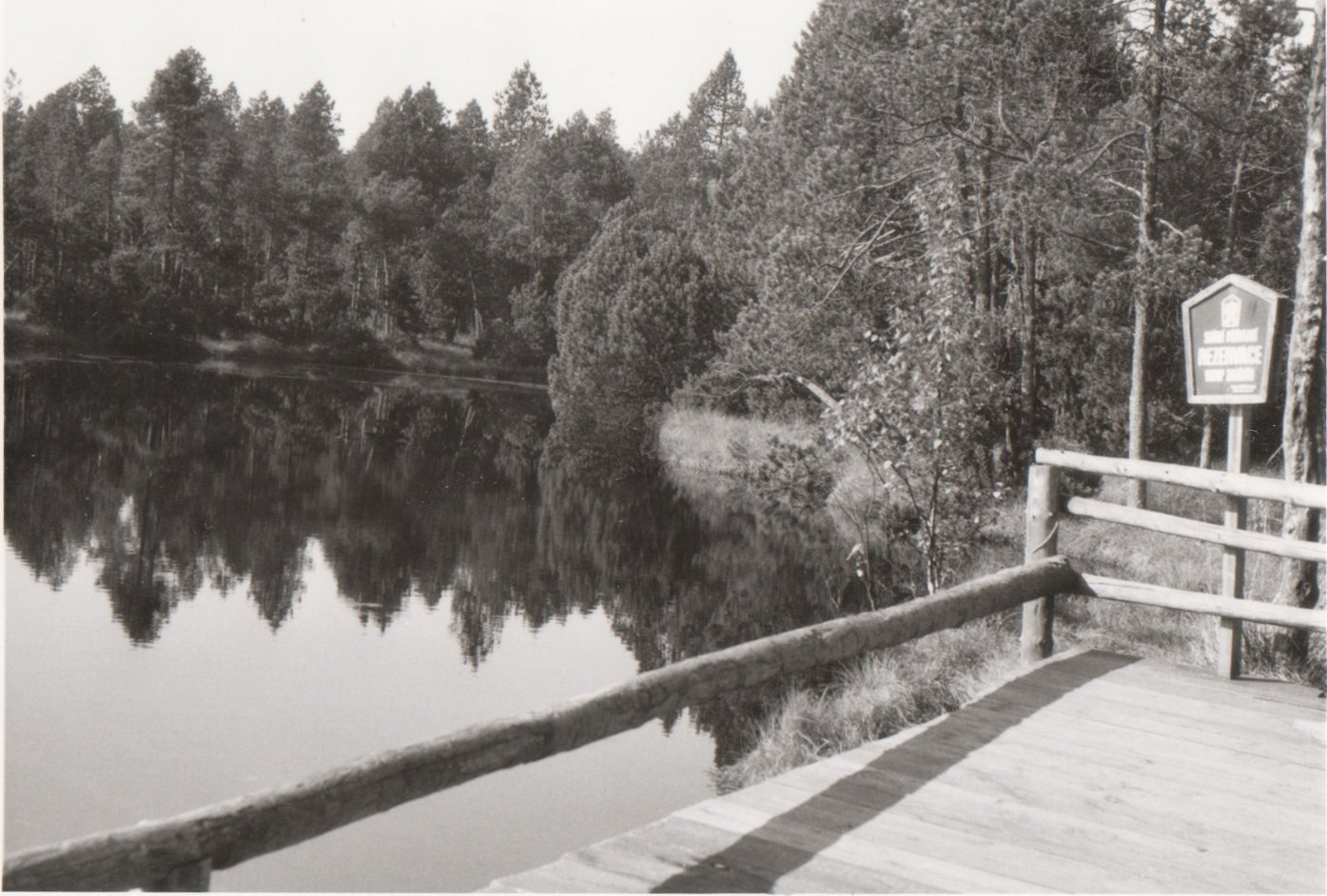
Nafoceno během druhé poloviny 60. let
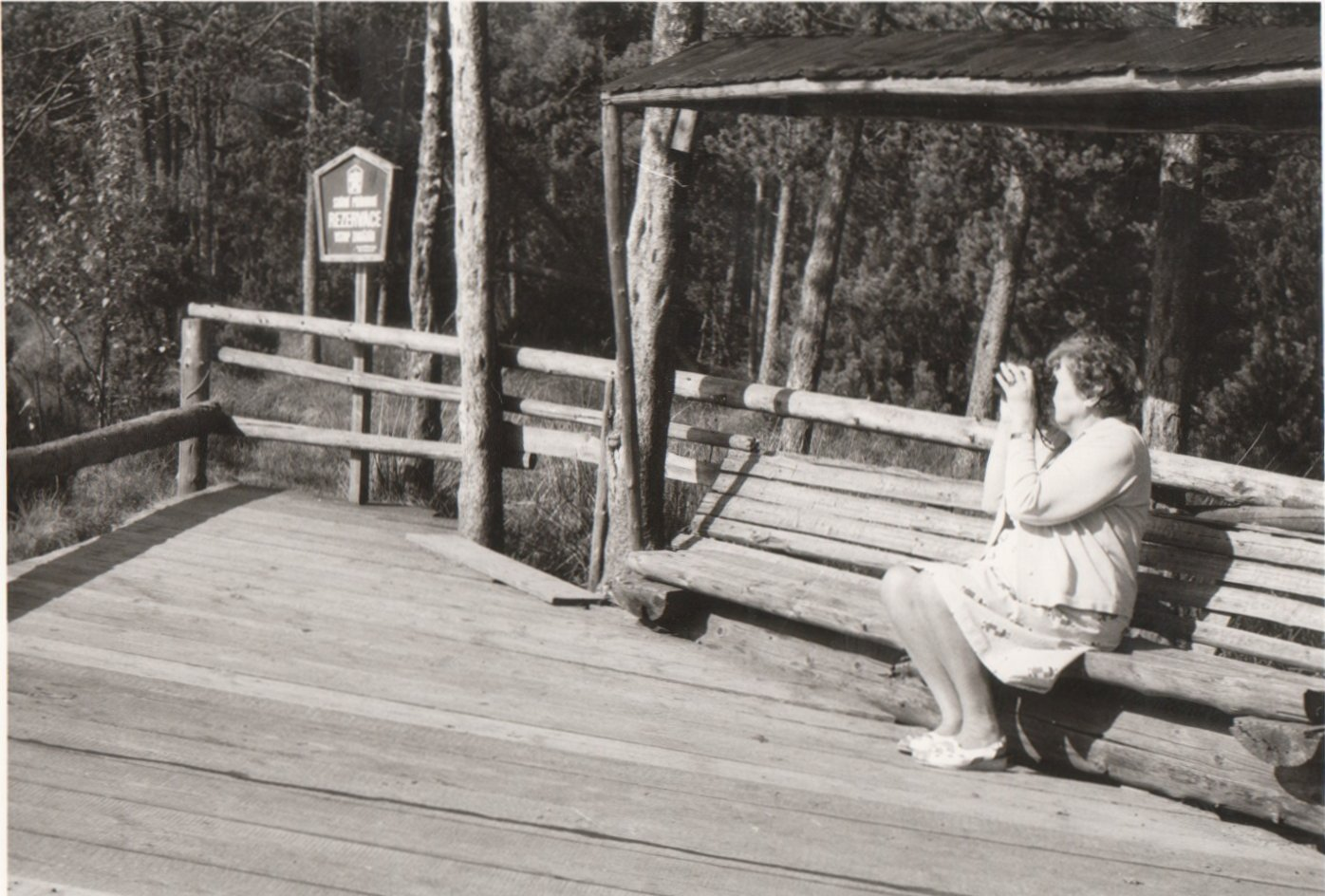
Lavička před jezírkem